# Mychajlo Derehus

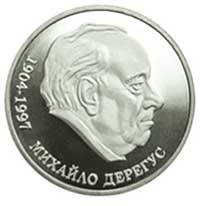
Ukrainische 2-₴-Münze von 2004 zum Gedenken an Derehus 100. Geburtstag

Mychajlo Hordijowytsch Derehus (ukrainisch Михайло Гордійович Дерегус; * 22. Novemberjul. / 5. Dezember 1904greg. in Wessele, Gouvernement Charkow, Russisches Kaiserreich; † 31. Juli 1997 in Kiew, Ukraine) war ein ukrainisch-sowjetischer Maler, Grafiker, Pädagoge und Kulturaktivist.

## Leben
Mychajlo Derehus schloss 1930 sein 1923 begonnenes Studium am Charkover-Kunst-Institut ab.
Von 1958 an war Derehus korrespondierendes Mitglied der Russischen Akademie der Künste und zwischen 1956 und 1962 war er Vorsitzender der Union der Künstler der Ukraine.
Bekanntheit erlangte er als Illustrator der Klassiker der ukrainischen Literatur und sowjetischer historischer Romane. Als Maler hat auf dem Gebiet der Porträt-, Landschafts- und Genremalerei gearbeitet und schuf komplexe Mehrfigurenkompositionen. In seinen Gemälden, die unter anderem im Nationalen Kunstmuseum der Ukraine ausgestellt sind, spiegelt sich die Natur, Geschichte und das Leben der Ukraine.
Ab 1995 war er als Professor an der Nationalen Akademie der Bildenden Künste und Architektur in Kiew tätig. 1997 wurde er Vollmitglied der Nationalen Akademie der Künste der Ukraine. Er starb 1997 im Alter von 92 Jahren in Kiew und wurde dort auf dem Baikowe-Friedhof beerdigt.

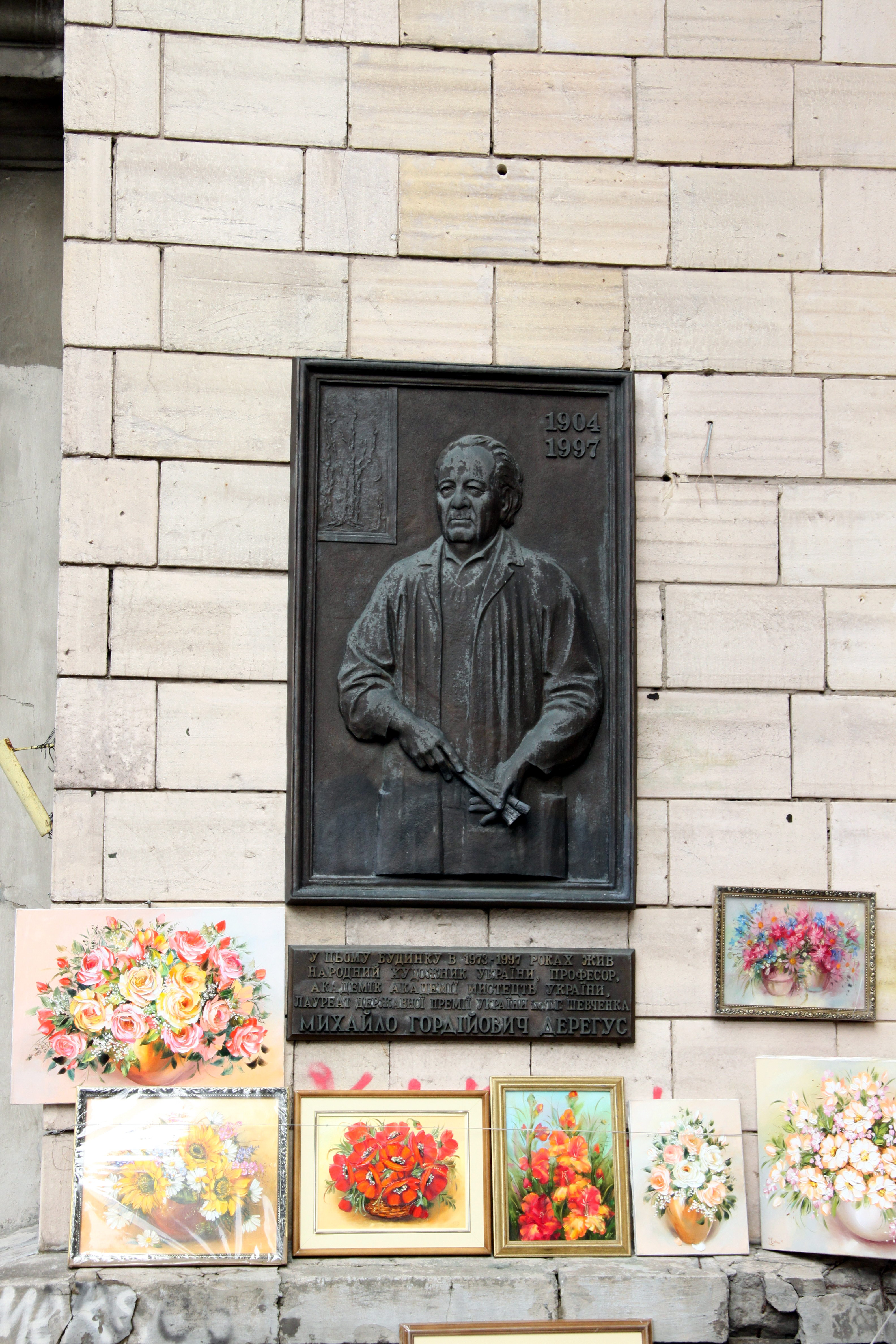
Gedenktafel an seinem ehemaligen Wohnhaus in der Kiewer Wolodymyrska-Straße Nr. 9

## Ehrungen
1957 wurde Derehus der Titel Volkskünstler der USSR und 1963 der Titel Volkskünstler der UdSSR verliehen.
1960 erhielt er den Leninorden und 1969 mit dem Taras-Schewtschenko-Preis den Staatspreis der USSR.
Der Orden der Völkerfreundschaft wurde ihm 1974, der Orden des Roten Banners der Arbeit 1984 und der ukrainische Verdienstorden 3. Klasse 1993 verliehen.
2004 gab die ukrainische Nationalbank anlässlich seines 100. Geburtstages eine Zwei-Hrywnja-Gedenkmünze mit seinem Konterfei heraus.